# Цзяолун
«Цзяолун» (кит. упр. 蛟龙号载人潜水器, пиньинь Jiāolóng Hào Zàirén Qiánshuǐ Qì) — китайский беспоплавковый глубоководный обитаемый аппарат. За период с 31 мая по 18 июля 2010 года совершил 17 погружений в Южно-Китайском море, самое глубоководное из которых — на глубину 6759 метров. Это событие сделало Китай пятой страной после России, США, Франции и Японии, обладающей современными технологиями погружений на глубину более 6500 метров. Аппарат планируется использовать для исследований природных ресурсов Мирового океана и научно-исследовательских экспедиций в полярные регионы.